# خوان فاسكيز دي ميلا
خوان فاسكيز دي ميلا فانخول (1861-1928) كان سياسيًا إسبانيًا ومنظرًا. ويُعد من بين أعظم المفكرين التقليديين، ويُعتبر أحيانًا أفضل كاتب عن التقليدية الإسبانية في كل العصور. ونشط سياسيًا ضمن الحركة الكارلية، وشغل منصب نائب كورتيس (البرلمان الإسباني) لفترة طويلة وكان أحد قادة الحزب. ودافع عن استراتيجية سياسية خاصة، تُعرف باسم ميليسمو، والتي أدت إلى الانفصال وتشكيل مجموعة منفصلة.

## عائلته وفترة شبابه
كان خوان أنطونيو ماريا كاستو فرانسيسكو دي سالز فاسكيز دي ميلا إي فانخول ينحدر من عائلة غاليسية قديمة، وإن لم تكن مميزة بشكل خاص. وأشهر ممثل لها كان كاردينال مدينة سمورة من القرن الخامس عشر. ومن بين أسلاف خوان على طول الخط الأبوي كان هناك العديد من العسكريين المرتبطين بمدن مختلفة في غاليسيا؛ وكان جده أندريس فاسكيز دي ميلا من العسكريين أيضًا، وهو من مواليد فيلغيرا، ووالده خوان أنطونيو فاسكيز دي ميلا إي فاريلا (توفي عام 1874)، المولود في بويمورتو، قد وصل إلى رتبة مقدم ثم أثبت أنه شخصية مضطربة إلى حد ما ووصفه البعض بأنه متطرف. والرجل ذو القناعات الليبرالية الواضحة جرى فصله من منصب مدير الجمارك في عام 1840 وسجن في عام 1843، لدعمه انقلابات إسبارتيرو. وسرعان ما استعاد منصبه السابق في لك (لوغو)، وفي عام 1848 تمت ترقيته إلى عمدة مقاطعة في أبيط (أوفييدو)، وفي نفس العام جرى إرساله إلى إشبيلية، ولاحقًا إلى مالقة. في أواخر خمسينيات القرن التاسع عشر انتقل إلى صخرة بلاي (كوفادونجا)، واستقال من الجيش في عام 1860 بمجرد رفض طلبه للانضمام إلى القوات المقاتلة في المغرب. ونشط في المجال الليبرالي المحلي، ويُزعم أنه أعلن الجمهورية في كانغاس في عام 1873؛ وقد نفى ابنه لاحقًا أنه كان جمهوريًا.
تزوج خوان أنطونيو بتيريزا فانخول بلانكو (توفيت عام 1893)، وهي من مواليد أميفا وتنتمي لأسرة مرموقة محليًا؛ وكان والدها يدير تجارة ودباغة. واستقر الزوجان في كانغاس وأنجبا طفلًا واحدًا فقط. وبعد وفاة زوجها كانت الأرملة تتلقى المساعدة من شقيقها الذي ورث مشاريع الأسرة؛ وبعد الخلافات مع شقيقها انتقلت للعيش مع أبناء عمومتها في غاليسيا، حيث قضى خوان طفولته. يبدو أنه شعر بالانتماء إلى غاليسيا بدلًا من أستورياس. ووفقا لخصومه فقد «ولد في وضع مترف»؛ واعترف أنه كان يمتلك «أفاق للترف»، لكنها لم تكتمل بعد وفاة والده؛ ووفقًا للبعض فقد قضى معظم حياته محاطًا بالفقر ومات فقيرًا بالفعل.
في عام 1874، دخل الشاب خوان دير فالديديوس بالقرب من فيافيثيوسا. على الرغم من أنه لم يكن طالبًا ممتازًا، فقد حصل على «درجة المرتبة الثالثة» عدة مرات. وأظهر ميلًا للخطابات وقراءة الكتب والمجلات بدلًا من اللعب مع زملائه في الفصل. وبعد حصوله على شهادة البكالوريا في عام 1877 التحق بجامعة سانتياغو؛ وفضل دراسة الفلسفة والآداب، ولكن نظرًا إلى أن هذا القسم لم يكن موجودًا في سانتياغو في ذلك الوقت فقد استقر على دراسة القانون، وهو المجال الذي تعامل معه ببغض. ونتيجة لذلك لم يصبح طالبًا نظاميًا، وبدلًا من ذلك لمتابعة اهتماماته الخاصة قضى وقتًا في المكتبات أكثر من قاعات المحاضرات. وعام تخرجه غير واضح؛ ولم يوضح أي من المصادر التي استشيرت كيف كان يكسب المال في أوائل ثمانينيات القرن التاسع عشر عندما كان يعيش مع والدته في سانتياغو. وكان يميل إلى العزلة منذ الطفولة المبكرة ولم يتزوج قط ولم ينجب أي أطفال، على الرغم من أنه كان من المفترض في وقت ما أن يتزوج بماريا باليزتينا أسكارتيه، وهي من بنبلونة.

## من كاتب عمود إقليمي إلى رئيس تحرير في مدريد (قبل 1890)
كان خوان يتيمًا من جهة والده الليبرالي المتشدد عند دخوله فترة المراهقة؛ على الرغم من وجود أسلاف كارليين بين أعمامه، ولا يوجد أي مؤشر على أنه ورث النظرة التقليدية على طول خط الأسرة. ويميل العلماء إلى الشك في أن الشاب فاسكيز دي ميلا قد اعتنق التقليدية خلال الفترة الأكاديمية. وقد شغل لبعض الوقت منصب سكرتير الأستاذ خوسيه فرنانديز سانشيز، أحد معارف مارثيلينو مينينديث أي بيلايو. وتمكن دي ميلا من الوصول إلى مراسلاتهما المطولة واطلع على مبادئهما. ثم غادر الجامعة بفكر تقليدي. وعلى عكس معظم الكارليين فقد اعتنق هذا المفهوم ليس عن طريق الميراث أو الحدس، ولكن كنتيجة للتعمق الفكري. وفي أوائل ثمانينيات القرن التاسع عشر برز لأول مرة في المجال العام باعتباره خطيبًا في كومبوستيلا أتينيو وفي الأكاديمية الكاثوليكية في سانتياغو.
في وقت غير محدد، ربما في منتصف ثمانينيات القرن التاسع عشر، بدأ دي ميلا التعاون مع بعض الدوريات المحافظة. أبرز تلك الدوريات هي لا روستاوراسيون، وهي أسبوعية في مدريد يديرها فرانسيسكو دي باولا كويريدا، وصحيفة سانتياغو اليومية إيل بينزامينتو غالايكو. ولا يُعرف سوى القليل عن مساهماته، حيث لا توجد تقريبًا نسخ لكليهما محفوظة في الأرشيف. ولكن على الأقل لا بد أن مقالًا من بينزامينتو كان له تأثير خارج غاليسيا، كما لوحظ في مدريد؛ ويشير هذا بشكل خاص إلى سلسلة من المقالات المناهضة بشدة لنوسيدال، والتي نُشرت في أعقاب انفصال النزاهيين عن الكارليين في أواخر ثمانينيات القرن التاسع عشر. وعندما سيطر أتباع نوسيدال المنشق على صحيفة إيل سيغلو فوتورو، الناطقة بلسان الحزب الوطني سابقًا، وقرر المدعي كارلوس السابع إنشاء صحيفة كارلية شبه رسمية جديدة. وتحقق ذلك في عام 1888 باسم إيل كوريرو إسبانيول، وكانت تفتقر بشدة إلى المساهمين الجيدين. ووفقًا لبعض الباحثين كان الزعيم السياسي الكارلي ماركيز دو سيرالبو هو من دعا دي ميلا للمساهمة في الصحيفة؛ ووفقًا للآخرين كان مدير صحيفة كوريرو لويس لودر هو من دعاه.
في مطلع العقد بدأ دي ميلا بالمساهمة في صحيفة كوريرو كمراسل؛ وفي هذه الأثناء أصبح مدير إيل بينزامينتو غالايكو، واستمر هذا المنصب حتى عام 1890. وفي البداية استمر بالنشر تحت أسماء مستعارة مختلفة، وكانت معظم مقالاته عقائدية، مع بعض التركيز أيضًا على المجتمع والمؤسسات الإقليمية. وفي مرحلة ما دُعي دي ميلا للانتقال إلى مدريد والدخول إلى هيئة التحرير، وهو العرض الذي قبله. وعندما حققت صحيفة كوريرو الاستقرار وعبرت المرحلة الأولى قرر لودر العودة إلى برشلونة. تولى منصبه المحرر السابق لياندرو هيريرو، والذي عرضت وظيفته بدوره على دي ميلا. إما في عام 1890 أو 1891 أصبح دي ميلا رئيس التحرير وخاضعًا رسميًا لهريرو، لكنه تلقى تعليمات سياسية لاتباع إرشادات ماركيز دو سيرالبو. والباحثون غير متأكدين من كان يتبع من؛ ولاحظوا أنه في تلك المرحلة كان سيرالبو معجبًا بشكل واضح بدي ميلا وكان يميل إلى قبول سلطته كمُنظر.